# Condit Glacier
Condit Glacier är en glaciär i Antarktis. Den ligger i Östantarktis. Nya Zeeland gör anspråk på området. Condit Glacier ligger 800 meter över havet.
Terrängen runt Condit Glacier är varierad, och sluttar norrut. Trakten är obefolkad. Det finns inga samhällen i närheten. 